# Братська територіальна громада
Братська селищна територіальна громада — територіальна громада в Україні, у новоствореному Вознесенському районі Миколаївської області, з адміністративним центром у селищі Братське.

## Загальна інформація
Площа території — 707,5 км², населення громади — 12 122 особи, з них: міське — 5 112 особи, сільське — 7 010 осіб(2020 р.).

## Населені пункти
До складу громади увійшли селище Братське та села Антонове, Антопіль, Веселий Роздол, Висока Гора, Вікторівка, Єгорівка, Зелений Яр, Іванівка, Кам'януватка, Красноярка, Крива Пустош, Кудрявське, Макарове, Микільське, Миколаївка, Мирне, Михайлівка, Надія, Новокостянтинівка, Новоолександрівка, Новоолексіївка, Новопетрівка, Озеринівка, Павлодарівка, Петропавлівка, Сергіївка, Сергіївське, Соколівка, Трудолюбівка, Українець, Улянівка, Шевченко, Ясна Поляна.

## Історія
Створена у 2020 році, відповідно до розпорядження Кабінету Міністрів України № 719-р від 12 червня 2020 року «Про визначення адміністративних центрів та затвердження територій територіальних громад Миколаївської області», шляхом об'єднання територій та населених пунктів Братської селищної та Іванівської, Кривопустоської, Миколаївської, Новокостянтинівської, Новоолександрівської, Петропавлівської, Сергіївської, Улянівської та Шевченківської сільських рад Братського району Миколаївської області.